# Peter Brixtofte
Peter Brixtofte, (Copenhaga, 11 de dezembro de 1949 – 8 de novembro de 2016) foi um político dinamarquês condenado por corrupção, cumpria desde 2011 pena de prisão em regime aberto. 

## Trajetória
Foi membro do parlamento dinamarquês pelo partido  Venstre (os liberais, do centro-direita e direita) entre  1973 e  1977, e de 1979 a 1981, e durante o ano 1983 e finalmente de 1990  a 8 de fevereiro de 2005.
Brixtofte foi ministro das finanças dinamarquês entre 19 de novembro de 1992 e 24 de janeiro de 1993. Ficou conhecido  principalmente pelo seu cargo de presidente da câmara municipal de Farum, no norte da  Zelândia. Foi condenado a pena de prisão  devido a um escândalo de corrupção. Encontrava-se preso na prisão estatal de Horserød. O seu irmão Jens Brixtofte foi vocalista da banda Brixx que representou a Dinamarca no Festival Eurovisão da Canção 1982 com a canção "Video,  Video".
Morreu em 8 de novembro de 2016, aos 66 anos. 